# Thézan-des-Corbières
Thézan-des-Corbières (okzitanisch Tesan de las Corbièras) ist eine Gemeinde mit 568 Einwohnern (Stand 1. Januar 2022) in Frankreich. Sie liegt im Département Aude in der Region Okzitanien. Thézan-des-Corbières ist Teil des Gemeindeverbandes  Communauté de communes Région Lézignanaise, Corbières et Minervois und liegt in der geographischen Region Corbières. Im Gemeindegebiet entspringt das Flüsschen Aussou.
Die Einwohner der Gemeinde werden Thézanais genannt.
Der Gemeindename ist vermutlich römischen Ursprungs und wandelte sich im Laufe der Jahrhunderte von Villare Tezanno (Erwähnung im Jahr 897) über Tesa und Tesan zum heutigen Thézan.

## Bevölkerungsentwicklung
| Jahr | Einwohner |
| ---- | --------- |
| 1962 | 573       |
| 1968 | 633       |
| 1975 | 542       |
| 1982 | 527       |
| 1990 | 514       |
| 1999 | 515       |
| 2016 | 536       |

## Weinbau
Ein Teil der landwirtschaftlichen Flächen dient dem Weinbau und die Weinberge liegen innerhalb der geschützten Herkunftsbezeichnung Corbières sowie innerhalb der definierten Zone des Landweins Vin de pays des Coteaux de Cabrerisse.